# Ongeamonark
Ongeamonark (Mayrornis versicolor) är en fågel i familjen monarker inom ordningen tättingar.

## Utseende och läte
Ongeamonarken är en liten (12 cm) och slank gråaktig monark. Ovansidan är mörkt skiffergrå, med rostfärgad anstrykning på stjärten och beigefärgade spetsar. Undersidan är dämpat skärbrun, ljusare på strupen. De tjattrande lätena liknar skiffermonarken.

## Utbredning och systematik
Fågeln förekommer enbart i skogar på Ongea Levu i sydöstra Fiji. Den behandlas som monotypisk, det vill säga att den inte delas in i några underarter.

## Status
Ongeamonarken har ett mycket begränsat utbredningsområde och en liten population som uppskattas bestå av 1300–2000 vuxna individer. Beståndet verkar dock vara stabilt. Internationella naturvårdsunionen IUCN kategoriserar arten som nära hotad.